# Robert Elswit
Robert Christopher Elswit (* 22. April 1950 in Los Angeles, Kalifornien) ist ein US-amerikanischer Kameramann.

## Leben und Wirken
Vor seiner Karriere im Filmgeschäft studierte Elswit an verschiedenen Universitäten. So besuchte er die University of California, die University of Southern California sowie das American Film Institute in Los Angeles, wo er 1977 seinen Abschluss machte. Seine Karriere im Filmgeschäft begann er im Jahre 1977 als ein Kameramann für den Film Die College-Gang. Außerdem war er Mitarbeiter bei Industrial Light & Magic und wirkte in der Abteilung „Visuelle Effekte“ an Filmen wie Die Rückkehr der Jedi-Ritter mit. 1980 war er als Kameramann für die Fernsehserie CBS Library aktiv. Ein Jahr darauf drehte er mit A Single Light seinen ersten Spielfilm als hauptverantwortlicher Kameramann.
Robert Elswit arbeitete in seiner Karriere mit den verschiedensten Regisseuren zusammen. So drehte er mehrere Filme mit Stephen Gyllenhaal, 2002 sowie 2003 arbeitete er mit Gary Fleder zusammen und der 1996 entstandene Film Last Exit Reno bedeutete die erste Filmkooperation mit Paul Thomas Anderson, die bis heute – mit den Ausnahmen von The Master aus dem Jahr 2012 und Licorice Pizza von 2021 – bei dessen Filmen fortgesetzt wurde.
2005 wurde Elswit für seine Arbeit an Good Night, and Good Luck für den Oscar nominiert, drei Jahre später wurde er mit diesem für There Will Be Blood ausgezeichnet. Zudem erhielt Elswit 2006 einen Independent Spirit Award in der Kategorie Beste Kamera für Good Night, and Good Luck. In der gleichen Kategorie wurde er ein Jahr zuvor bei den Los Angeles Film Critics Association Awards ausgezeichnet. Seine erste Auszeichnung war ein Emmy 1986 für seine Kameraarbeit an einem CBS Schoolbreak Special.

## Filmografie (Auswahl)
- 1979: Strange Fruit
- 1980: CBS Library (Fernsehserie, Folge 2x01 The Incredible Book Escape)
- 1985: Der Volltreffer (The Sure Thing)
- 1985: Traffic School – Die Blech- und Dachschaden-Kompanie (Moving Violations)
- 1986: Ragman (Trick or Treat)
- 1988: Cadillac Dreams (Kurzfilm)
- 1988: Toll treiben es die wilden Zombies (Return of the Living Dead Part II)
- 1990: Todfreunde – Bad Influence (Bad Influence)
- 1992: Waterland
- 1994: Am wilden Fluß (The River Wild)
- 1996: Last Exit Reno (Sydney)
- 1996: Der Zufallslover (The Pallbearer)
- 1996: Run Off (Boys)
- 1997: Boogie Nights
- 1997: James Bond 007 – Der Morgen stirbt nie (Tomorrow Never Dies)
- 1999: 8mm – Acht Millimeter (8MM)
- 1999: Magnolia
- 2000: Bounce – Eine Chance für die Liebe (Bounce)
- 2001: Heist – Der letzte Coup (Heist)
- 2001: Impostor
- 2002: Punch-Drunk Love
- 2003: Liebe mit Risiko – Gigli (Gigli)
- 2003: Das Urteil – Jeder ist käuflich (Runaway Jury)
- 2005: Good Night, and Good Luck (good night, and good luck.)
- 2005: Syriana
- 2006: American Dreamz – Alles nur Show (American Dreamz)
- 2007: Michael Clayton
- 2007: There Will Be Blood
- 2008: Auf brennender Erde (The Burning Plain)
- 2009: Männer, die auf Ziegen starren (The Men Who Stare at Goats)
- 2010: Salt
- 2010: The Town – Stadt ohne Gnade (The Town)
- 2011: Mission: Impossible – Phantom Protokoll (Mission: Impossible – Ghost Protocol)
- 2012: Das Bourne Vermächtnis (The Bourne Legacy)
- 2014: Nightcrawler – Jede Nacht hat ihren Preis (Nightcrawler)
- 2014: Inherent Vice – Natürliche Mängel (Inherent Vice)
- 2015: Mission: Impossible – Rogue Nation
- 2016: Gold – Gier hat eine neue Farbe (Gold)
- 2017: Suburbicon
- 2017: Roman J. Israel, Esq. – Die Wahrheit und nichts als die Wahrheit (Roman J. Israel, Esq.)
- 2018: Skyscraper
- 2019: Die Kunst des toten Mannes (Velvet Buzzsaw)
- 2020: The King of Staten Island
- 2021: King Richard
- 2024: Bob Marley: One Love
- 2024: Ripley (Miniserie)